# Senado de la República romana

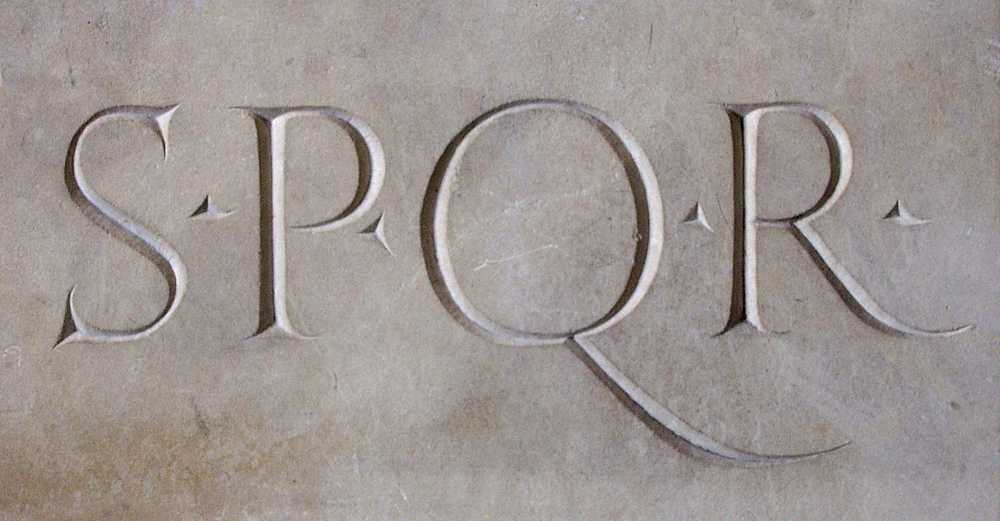
Senatvs Popvlvsqve Romanvs, cuya traducción es «el Senado y el Pueblo Romano», sigla que estaba inscripta en los estandartes de las legiones romanas.

El Senado de la República romana era una institución política en la antigua República romana, sin embargo, no era un órgano cuyos miembros fueran elegidos por el voto popular, sino uno cuyos miembros eran elegidos por los cónsules, y luego, por los censores. Después que un magistrado había cumplido su mandato, usualmente era nombrado en forma automática miembro del Senado. De acuerdo al historiador griego Polibio (nuestra fuente principal en la Constitución de la República romana) el Senado romano fue la rama predominante de gobierno. Polibio señaló que eran los cónsules (el rango más alto de los magistrados romanos) quienes dirigían los ejércitos y el gobierno civil de Roma, y eran las asambleas romanas que tenían la última autoridad en las elecciones, legislación y procesos penales. Sin embargo, dado que el Senado controlaba el dinero, la administración, y los detalles de la política exterior, tenía el control sobre la vida del día a día. El poder y la autoridad del Senado se basaba en el precedente, la alta calidad y prestigio de los senadores, y el linaje ininterrumpido del Senado, que se remontaba a la fundación de la República en el año 509 a. C.
Originalmente los cónsules —que eran los magistrados de mayor nivel— nombraban todos los nuevos senadores. También tenían el poder de sacar individuos del Senado. Cerca del año 318 a. C., el "Plebiscito Oviniano" le dio este poder a otro magistrado romano, el censor romano, que tuvo este poder hasta el final de la República romana. Esta ley también requería que los censores designaran a todo Magistrado elegido para incorporarse al Senado. Así, a partir de este momento, ser elegido para ocupar una oficina de magistrado resultaba en la incorporación automática al Senado. La designación era para toda la vida, aunque el Censor podía impugnar cualquier senador.
El Senado era dirigido por los magistrados —especialmente los cónsules— en la gestión de conflictos militares. El Senado también tenía un enorme poder sobre el gobierno civil en Roma. Esto fue especialmente el caso con respecto a la gestión de finanzas estatales, ya que solo el Senado podía autorizar el desembolso de fondos públicos de la Tesorería. Además, el Senado aprobó decretos llamados senatus consultum, que oficialmente eran un "consejo" del Senado a un magistrado. Aunque desde un punto de vista técnico estos decretos no tenían que ser obedecidos, en la práctica, por lo general, lo eran. Durante una emergencia, el Senado (y solo el Senado) podía autorizar el nombramiento de un dictador romano. El último dictador ordinario, sin embargo, fue nombrado en el año 202 a. C. Después del 202 a. C., el Senado respondía a emergencias aprobando un senatus consultum ultimum ("Decreto Último del Senado"), que suspendía el gobierno civil declarando algo análogo a la ley marcial.

## Debates
Las reuniones usualmente comenzaban al amanecer, aunque de vez en cuando ciertos eventos (como las fiestas) podían retrasar el comienzo de la reunión. Un magistrado que deseaba convocar al Senado tenía que emitir una orden obligatoria (un cogere), y los senadores podían ser castigados sí no se presentaban sin una causa razonable. En el 44 a. C., por ejemplo, el cónsul Marco Antonio amenazó con derribar la casa del excónsul y senador Marco Tulio Cicerón por esta razón. Las reuniones del Senado técnicamente eran públicas porque las puertas quedaban abiertas, lo que permitía que las personas entraran o vieran lo que acontecía en el interior. El Senado era dirigido por un magistrado presidente, quien usualmente era un Cónsul (el rango más alto del magistrado romano), o, sí el cónsul no estaba disponible, un pretor (el segundo rango más alto de magistrado). A finales de la República, a veces presidía, otro tipo de magistrado, una tribuna de plebeyos.
Mientras sesionaba, el Senado tenía el poder de actuar por su cuenta, e incluso contra la voluntad del magistrado que presidía si así lo deseaba. El magistrado que preside cada reunión comenzaba con un discurso (el verba fecit), que usualmente era breve, pero a veces era una alocución extensa. El magistrado que preside comenzaba el debate de un problema invitando a los senadores a analizar el tema, uno a la vez, por orden de antigüedad. El primero en hablar era usualmente el senador de rango más alto (el princeps senatus o "primer senador"), que luego era seguido por excónsules (consulares), y luego por pretores y expretores (praetorii). Esto continuaba hasta que los senadores más jóvenes hablaban. Los Senadores que habían desempeñado un cargo de magistrado en una oficina siempre hablaban antes de los que no lo habían sido, y sí un Patricio (un individuo de ascendencia aristocrática) tenía la misma antigüedad que un Plebeyo (un individuo sin ascendencia aristocrática), el patricio siempre tendría la palabra en primer lugar.
Un senador podía hacer una declaración breve, discutir el asunto en detalle, o hablar sobre un tema no relacionado. Todos los senadores tenían que hablar antes de que se pudiera votar, y dado que todas las reuniones tenían que terminar al caer la noche, un senador podía hablar para llevar la propuesta al fracaso (una maniobra obstruccionista o diem consumere) sí ellos seguían con el debate hasta la noche. Se sabe, por ejemplo, que el senador Catón el Joven bloqueó una vez un intento de evitar que el Senado le concediera a Julio César una ley que le hubiera dado tierra a los veteranos de Cneo Pompeyo Magno.

## Retraso y tácticas obstruccionistas
Los senadores tenían varias maneras en que podían influir (o frustrar) al magistrado presidente. Cuando un magistrado presidente  proponía una moción, por ejemplo, los senadores podían llamar a "consultar" (consule), que significaba que el magistrado debía preguntar las opiniones de los senadores. Cualquier senador podía pedir la convocatoria de quórum, que requería un recuento de los senadores presentes. Al igual que las llamadas de quórum modernas, esto era por lo general una táctica dilatoria. Los senadores también podían exigir que un proyecto de resolución fuera dividido en resoluciones más pequeñas. Hechos tales como aplausos, abucheos, o interrupciones a menudo desempeñaban un papel importante en el debate, y, en parte porque todos los senadores tenían un derecho absoluto para hablar libremente, cualquier senador podía responder en cualquier punto sí eran atacados personalmente. Una vez que los debates se estaban realizando, por lo general era difícil para el magistrado que presidía ejercer control. El magistrado que presidía normalmente solo recuperaba el control una vez que el debate había terminado, y estaba por hacerse la votación.
En los últimos años de la República, la aristocracia intentó limitar el nivel creciente de caos asociado con las tendencias obstruccionistas e impulsos democráticos de alguno de los senadores. Se promulgaron leyes para impedir la inclusión de materias extrañas en proyectos presentados ante el Senado. Otras leyes fueron promulgadas para prohibir los proyectos omnibus que eran proyectos de ley, usualmente promulgados mediante un voto, que contienen un gran volumen de material o temas de naturaleza muy diversa.
También se promulgaron leyes para fortalecer el requisito de que tres días pasen entre la presentación del proyecto de ley, y la votación de esa ley. Durante su mandato como dictador romano, Julio César promulgó leyes que requerían la publicación de las resoluciones del Senado. Esta publicación, llamada acta diurna, o "los procedimientos de cada día", era colocada en el Foro Romano y se enviaban copias de ella a las provincias. Augusto discontinuó esta práctica.